# Deadman (banda)
Deadman (estilizado em minúsculas como deadman) é uma banda japonesa de rock visual kei fundada em Nagoya em 2000 por Mako, Aie, Yukino e Toki. O grupo ficou conhecido na cena Nagoya kei por seus temas melancólicos e por incorporar o rock alternativo ocidental, influenciando bandas de sua geração. Após se apresentar fora do Japão pela primeira vez em 2006, o grupo se separou repentinamente. Em 2019, Mako e Aie se reuniram como Deadman e lançaram o álbum I am Here em 2022.

## Carreira

### Carreira original (2000–2006)
Deadman foi formada em 2000 pelos ex membros da banda Kein Mako, Aie, Yukino e o ex membro do Lamiel (que Aie também fez parte de 1997 a 1999) Toki. Seu primeiro show com outras bandas aconteceu em 6 de janeiro de 2001 e sua primeira apresentação solo aconteceu em 20 de março. No dia 25 de abril lançaram seu primeiro single, "Subliminal Effect". Pouco depois, Yukino deixou a banda e Takamasa se tornou o baixista suporte. e no mês seguinte fizeram uma turnê em conjunto com MUCC. O álbum de estreia SiteOfScafFold foi lançado em novembro. Em fevereiro de 2002 embarcaram na turnê Deadman Tell no Tales, onde Takamasa se tornou membro oficial. Mais uma turnê aconteceu de abril a maio, desta vez junto com a banda Blast para promover o single colaborativo entre as duas bandas "Hirusagari no Jekyll to Hyde".
Mais tarde, chegaram a performar com várias bandas como D'espairsRay, Nightmare e Merry. No começo de 2003 foi lançado seu segundo álbum intitulado no alternative e no final do ano participaram do evento Beauti Fool's fest '03. Lançado em janeiro de 2004, as cópias do single subsequente "Kafka" vendido em seus shows se esgotaram. Um EP também foi lançado, intitulado 701125. Após fazerem uma turnê de abril a maio, o single "°C" foi lançado em outubro e acompanhou o primeiro videoclipe gravado pelo Deadman. Em abril de 2005 Takamasa deixou a banda e foi substituído por Kazuya em julho. Neste ano, foi lançado In the direction of sunrise and night light.
Apesar de terem feito uma sessão de fotos na Califórnia no ano anterior, fizeram seu primeiro show fora do Japão em 2006, na Alemanha e França. No entanto, em março Deadman anunciou que entraria em hiato. Sua última turnê, chamada endroll, foi gravada em um DVD. Membros de lynch., D'espairsRay, Merry, Kagerou e Jinkaku Radio compareceram ao último show da banda.Mako afirmou que mostrou "muito de seu eu interior" em Deadman e sofreu mentalmente durante a carreira e depois que a banda se separou.

### Reunião (2019–presente)
Em 2019, Mako e Aie se reuniram como Deadman. I am Here, o primeiro álbum da banda em 15 anos, foi lançado em 15 de janeiro de 2022 pela Maverick DC Group. Apresentando regravações de músicas antigas e uma nova faixa, foi gravada com Kazuya e Toki no baixo e na bateria, respectivamente. Aie afirmou que apesar de ambos trabalharem em empresas como salaryman, conseguiram participar gravando apenas três músicas por mês durante cerca de um ano e meio. O álbum foi apoiado por uma turnê de três datas de 22 de janeiro a 11 de fevereiro. Um show especial foi realizado no Spotify O-East em 23 de maio, onde duas formações diferentes de Deadman se apresentaram; Mako e Aie fizeram um set com os ex-membros Kazuya e Toki, e outro com os atuais membros suporte Kazu e Asanao.
Após 20 anos, Mako, Yukino e Aie reviveram a banda Kein em 2022.

## Temas e estilo musical
O nome deadman (homem morto) vem da ideia de confinamento moral e físico da humanidade, além da política do Japão que tende a este confinamento, como dito pelo vocalista Mako. As letras abordam temas como depressão, sofrimento emocional e psicológico, suicídio e religião, ou como ele mesmo afirma: "a instabilidade psicológica da humanidade, a mortalidade dos humanos e também religião, como cristianismo e xintoísmo". O vocalista contouque algumas delas são baseados em experiências reais que ele teve, e sente que nunca se deve mentir ao escrever letras. O título do álbum 701125 é uma referência à data em que o autor Yukio Mishima morreu, 25 de novembro de 1970.
O grupo cita Buck-Tick, Chage & Aska, Silver~Rose, Kurt Cobain e Nirvana como inspiração. As influências de Aie, o principal compositor do Deadman, incluem Kuroyume, Red Hot Chili Peppers e X Japan além destas, e contou que Grapevine ajudou a formar seu estilo de composição e escrita. Mako foi roadie da banda Merry go Round.
Aie usa principalmente guitarras ESP.

## Membros
Os nomes artísticos dos membros são estilizados em letras minúsculas.
- Mako (眞呼) – vocais (2000–2006, 2019–presente)
- Aie – guitarra (2000–2006, 2019–presente)

Membros de suporte
- Tetsu (テツ) – baixo
- Kazu – baixo
- Asanao (晁直) (lynch.) – bateria
- Akira Kano (叶亜樹良) – bateria
- Lotto – bateria

### Ex membros
- Toki – bateria (2000–2006)
- Yukino (ゆきの) – baixo (2000–2001)
- Takamasa – baixo (2001–2005)
- kazuya – baixo (2005–2006)

## Discografia
Álbuns de estúdio
| Título                                      | Lançamento             | Posição na Oricon |
| ------------------------------------------- | ---------------------- | ----------------- |
| SiteOfScafFold                              | 21 de novembro de 2001 | -                 |
| No Alternative                              | 8 de março de 2003     | 160               |
| 701125                                      | Abril de 2004          | -                 |
| In the Direction of Sunrise and Night Light | 14 de dezembro de 2005 | 189               |

Singles
| Título                                                                | Lançamento            | Posição na Oricon |
| --------------------------------------------------------------------- | --------------------- | ----------------- |
| "Subliminal Effect"                                                   | 25 de abril de 2001   | -                 |
| "in media"                                                            | 20 de agosto de 2001  | -                 |
| "Hirusagari no Jekyll to Hyde" (com Blast) (昼下がりのジキルとハイド) | 11 de outubro de 2003 | -                 |
| "family"                                                              | 13 de abril de 2003   | -                 |
| "Amefuri no Himawari" (雨降りの向日葵)'                               | 11 de outubro de 2003 | 102               |
| "Kafka"                                                               | 13 de janeiro de 2004 | -                 |
| "°C"                                                                  | 6 de outubro de 2004  | 85                |
| "Seija no Koushin" (聖者ノ行進)                                       | 9 de março de 2005    | 117               |